# Ten Bit Jak Mobb Deep (199X)
Ten Bit Jak Mobb Deep (199X) – czwarty singel polskiego rapera Tedego promujący album zatytułowany Keptn'. Wydawnictwo, w formie digital download oraz CD ukazało się 21 listopada 2016 roku nakładem wytwórni Wielkie Joł.
Utwór wyprodukowany przez Sir Micha został zarejestrowany w warszawskim studio Wielkie Joł. Kompozycja była promowana teledyskiem, który wyreżyserował Pan Zgrywu oraz Łysy Anioł.

## Notowanie
| Kraj   | Lista             | Pozycja |
| ------ | ----------------- | ------- |
| Polska | Eska – hip-hop.tv | 6       |